# 우베노촌
우베노촌(宇倍野村)은 돗토리현 이와미군에 설치되었던 촌이다. 현재의 돗토리시에 해당한다.

## 역사
- 1907년 4월 1일 - 고쿠부촌, 호미촌, 미사사기촌이 합병해 우베노촌이 성립하였다.
- 1957년 1월 1일 - 다이세이촌과 합병해 고쿠후정이 성립하여, 동일 우베노촌은 폐지되었다.